# Coelorinchus horribilis
Coelorinchus horribilis és una espècie de peix de la família dels macrúrids i de l'ordre dels gadiformes.

## Morfologia
- Els mascles poden assolir 35 cm de llargària total.[5][6]

## Hàbitat
És un peix d'aigües profundes que viu entre 906-1142 m de fondària.

## Distribució geogràfica
És un endemisme de Nova Zelanda.